# Jacques Nivière
Jacques Marie Charles Nivière (Parigi, 28 ottobre 1873 – La Ferté-Saint-Aubin, 24 aprile 1958) è stato un tiratore a volo francese.

## Carriera
Partecipò alle Olimpiadi 1900 di Parigi dove arrivò diciottesimo nella gara di fossa olimpica.